# Heath and Holmewood
Heath and Holmewood är en civil parish i Storbritannien.   Den ligger i distriktet North East Derbyshire i grevskapet Derbyshire i England, i den sydöstra delen av landet, 200 km norr om huvudstaden London.